# Быстрая (Красноярский край)
Быстрая— деревня в Минусинском районе Красноярского края, административный центр Новотроицкого сельсовета.

## География
Село находится на центре района примерно в 4 километрах по прямой на запад от города Минусинск на правом берегу протоки Енисея.

## Климат
Климат характеризуется суровой продолжительной зимой с длительными морозами и устойчивым снежным покровом. Средняя температура января -22.4ºС с возможным понижением до -57º С. В отдельные тёплые дни тёплых зим возможно повышение температуры воздуха до положительных значений. Весна поздняя, короткая, прохладная. Ясная ветреная погода и увеличение продолжительности солнечного сияния способствует быстрому прогреванию и просыханию почвы. Лето наступает в конце мая и продолжается 2.5 месяца. Средняя температура самого тёплого месяца июля +16.9º С. Осенний период вдвое продолжительнее весеннего, характеризуется  ранними заморозками. Средняя годовая температуры воздуха -3.4º С. Годовое количество осадков –  510 мм. Максимальное за год количество осадков выпадает в июле-августе. Зимний сезон относительно сухой. Устойчивый снежный покров образуется в начале ноября. 

## История
Деревня была основана в 1871 г. переселенцами-староверами. 

## Население
| 2010 |
| ---- |
| 1033 |

Постоянное население составляло 1030 человек в 2002 году (95% русские), 1033 в 2010.

## Инфраструктура
ООО «Быстрянское», которое занимается зерноводством. Есть фельдшерско-акушерский пункт, общеобразовательная школа, дом культуры.

## Достопримечательности
В окрестностях деревни горит "вечный огонь" благодаря утечке природного газа из скважины, пробурённой в 50-е годы.  На "вечном огне" желающие жарят хлеб и шашлыки.